# Maison jumelée
Pour les articles homonymes, voir Semi-détaché (homonymie).

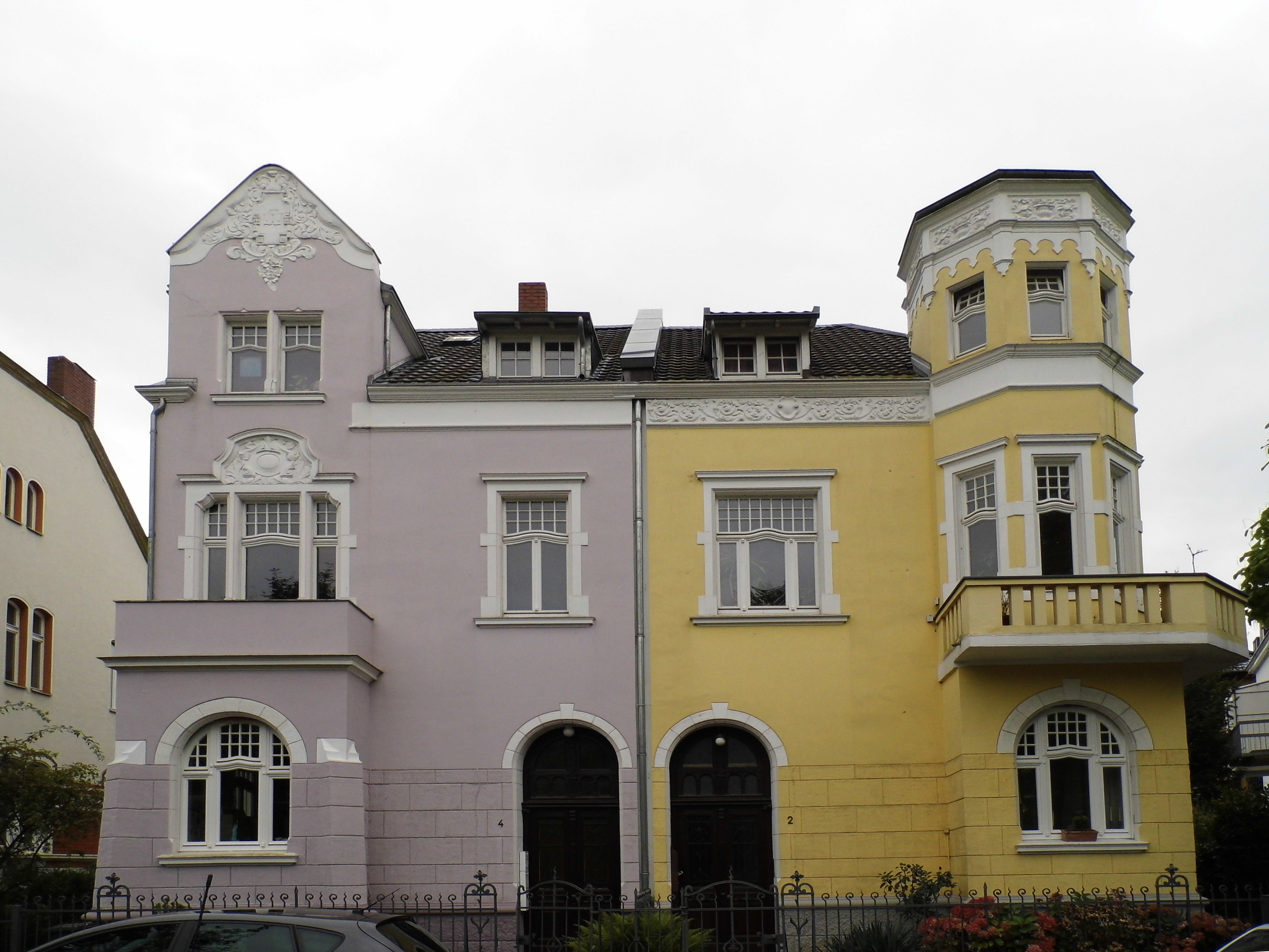
Maison jumelée de style Jugendstil à Bonn, en Allemagne.

Une maison jumelée, plus rarement appelée maison semi-détachée, est une maison partageant un seul mur mitoyen avec une autre maison et généralement construite sur un terrain propre n'impliquant de ce fait aucune copropriété sur ce dernier. Une maison jumelée possède normalement un style architectural identique à sa jumelle. Elle se distingue de la maison individuelle, qui ne possède aucun mur mitoyen, et de la maison de ville, qui partage plusieurs murs avec plusieurs maisons.

## Description
L'une des raisons de l'émergence de ce type de maison est la possibilité pour les résidents de supporter ensemble les coûts de construction, généralement moins élevés qu'une maison détachée. Les premières maisons jumelles voient le jour en Angleterre dans la seconde moitié du XIXe siècle. Rare dans les centres urbains et historiques, ce style de bâtiment est particulièrement relié à la banlieusardisation. Elles sont très présentes dans certains quartiers péri-urbains des pays du Commonwealth.
Les maisons jumelles ont généralement entre 1 et 3 étages. Les éléments architecturaux de leur façade sont en symétrie axiale.

## Par pays

### Royaume-Uni

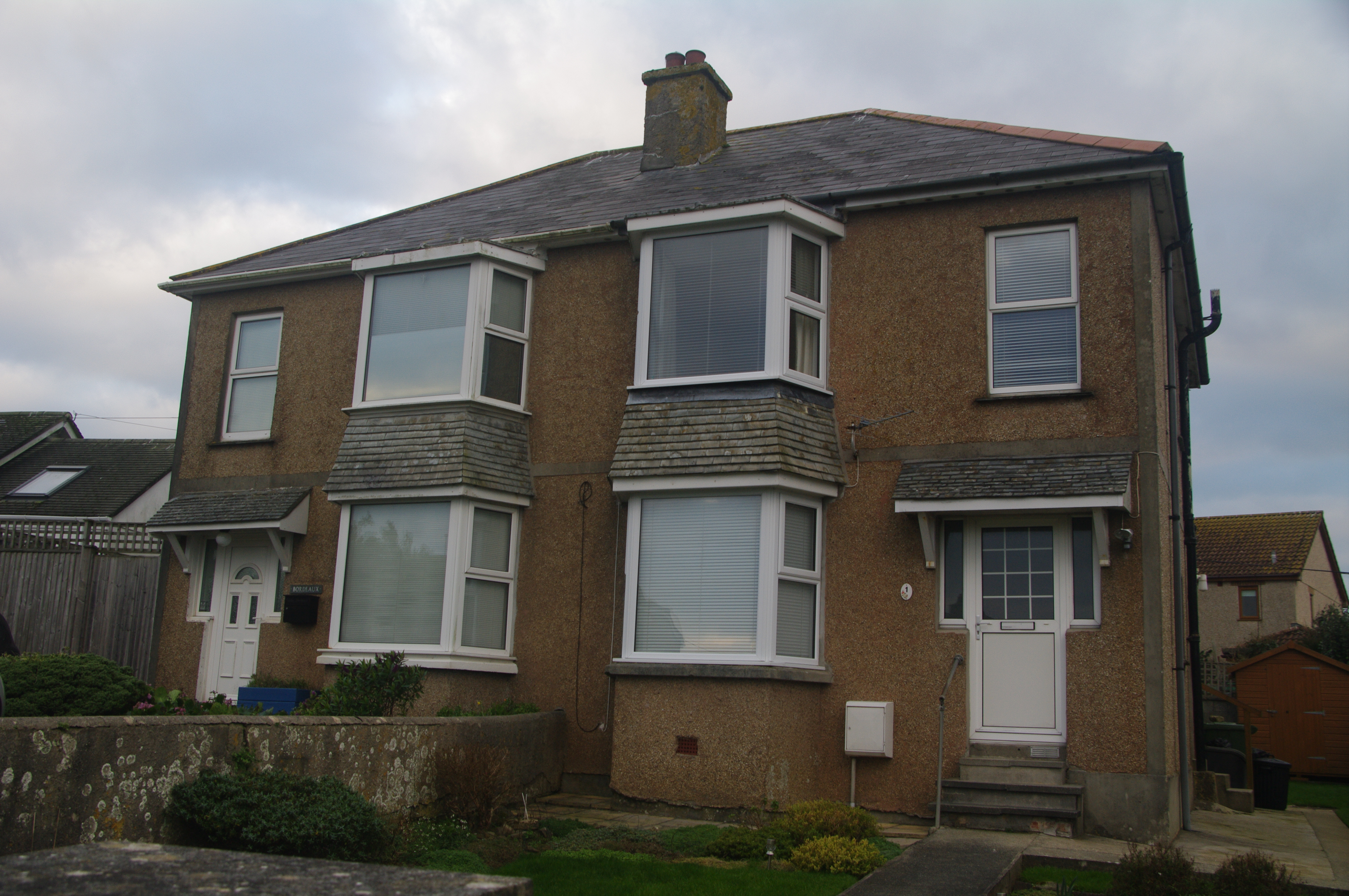
Maison jumelée à St Ives, au Royaume-Uni.

Au Royaume-Uni, la planification organisée de construction de maisons jumelées pour la classe moyenne a débuté à la fin du XVIIIe siècle dans une architecture georgienne. Ce modèle est un compromis entre les terraced houses près du centre-ville et les villas qui sont plus éloignées, où les terrains sont plus vastes. Il existait cependant déjà quelques exemples de maisons jumelées dans les centres urbains depuis le Moyen Âge. Les plus anciennes constructions de ce type se trouvent à Blackheath, Chalk Farm et St John's Wood, en périphérie immédiate de Londres. L'historien britannique John Summerson considère Eyre Estate, dans St John's Wood, comme le plus ancien exemple du genre.

### Canada

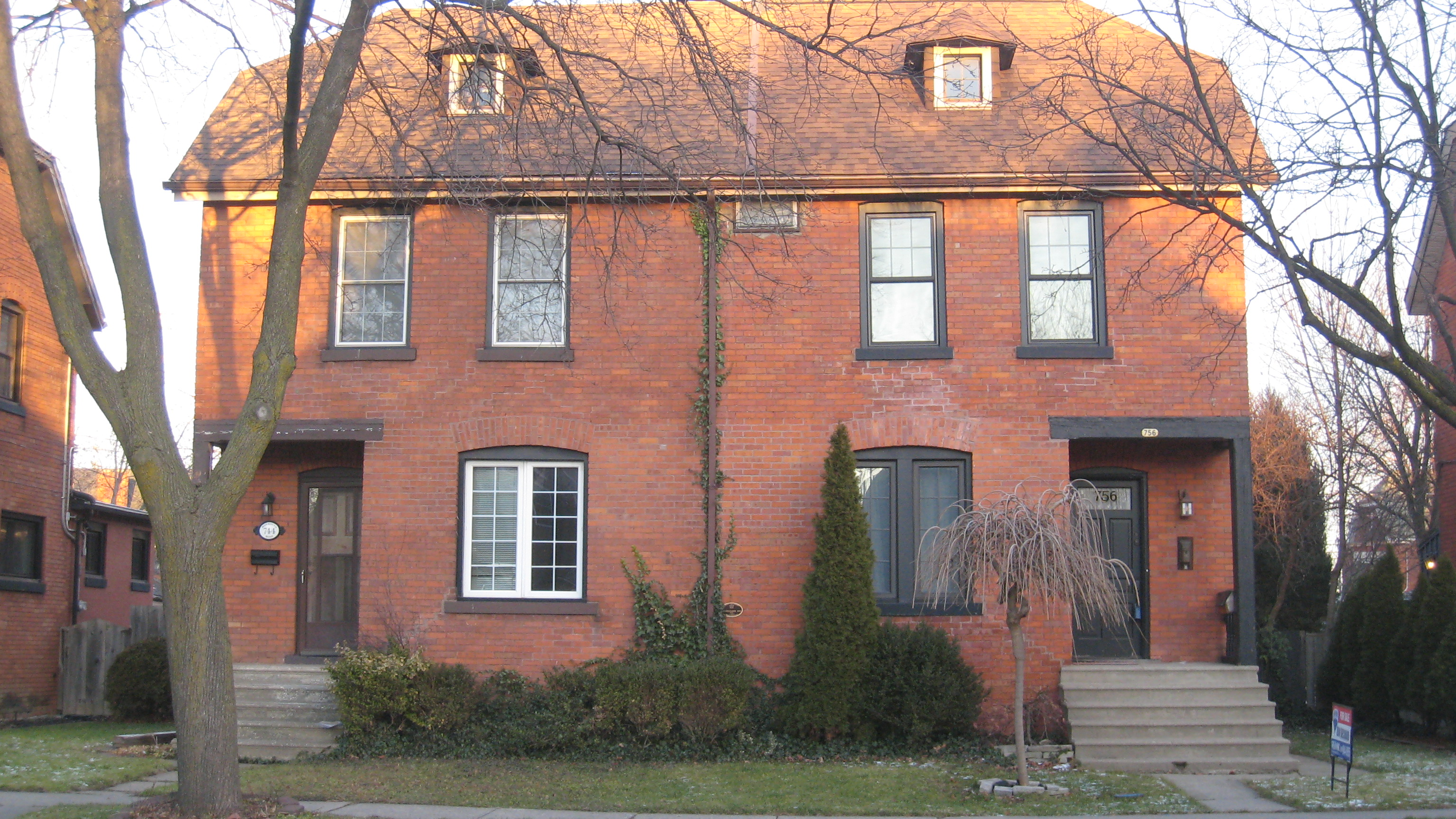
Windsor
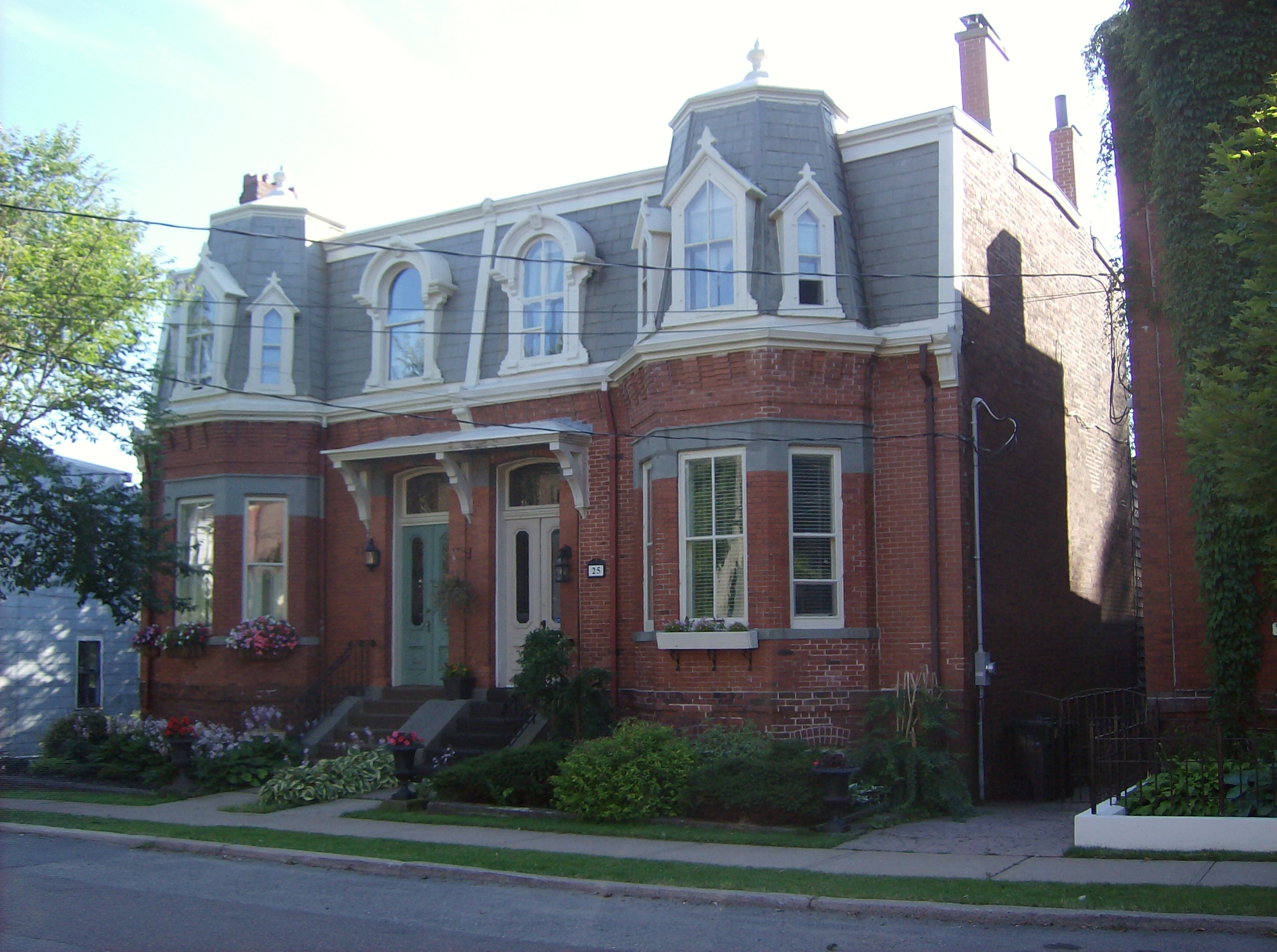
Saint-Jean
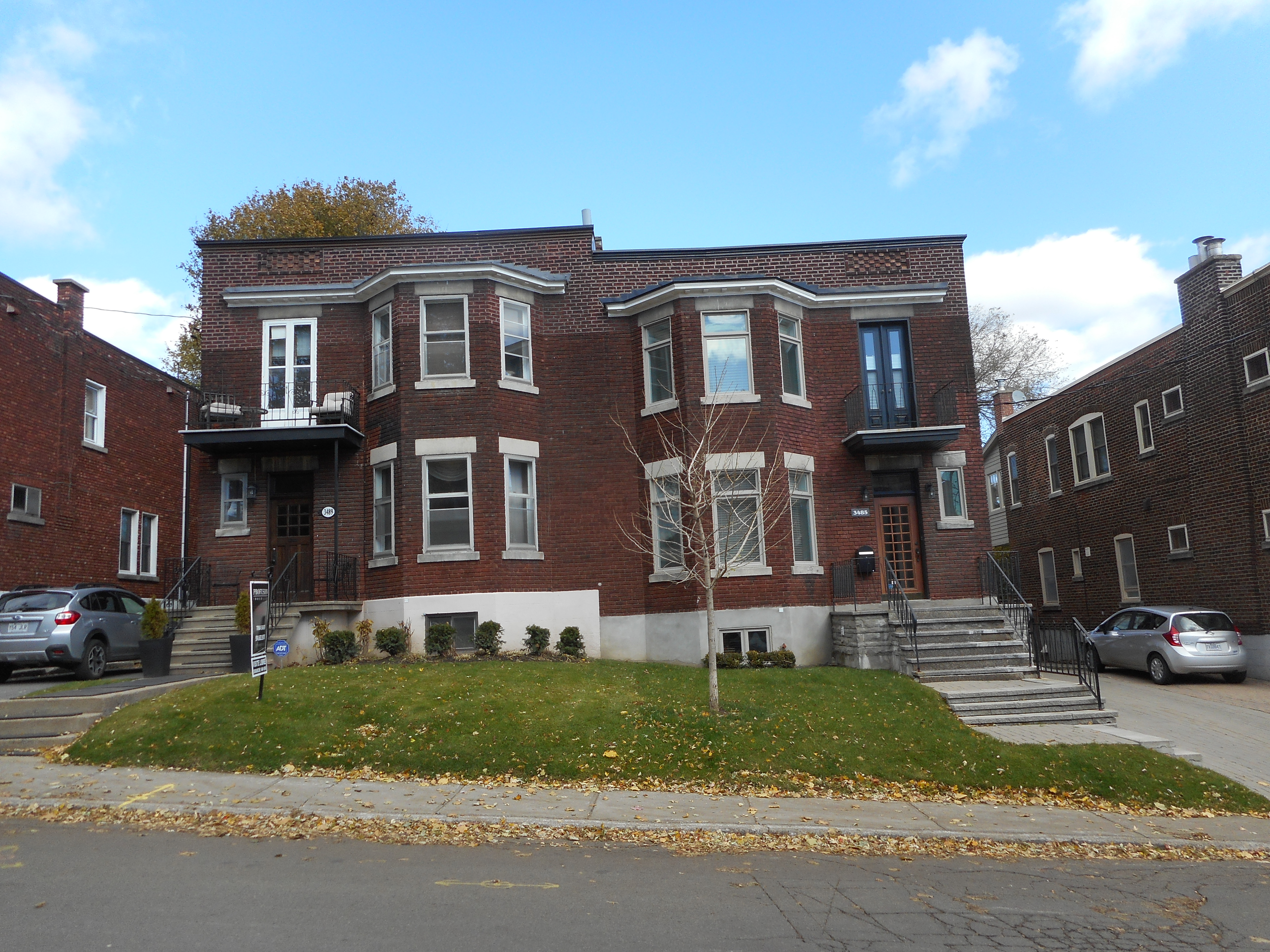
Montréal

### Australie

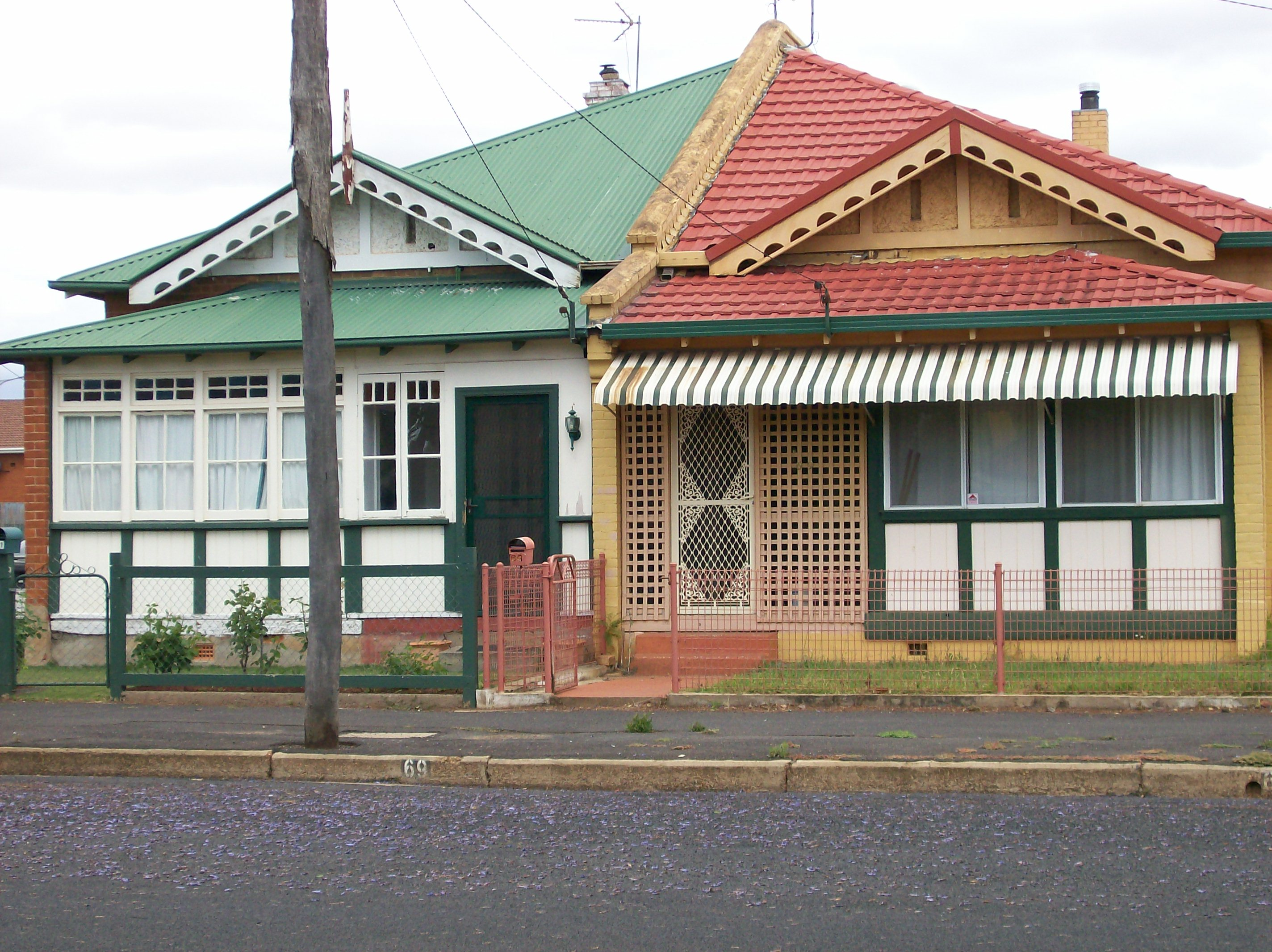
Dubbo
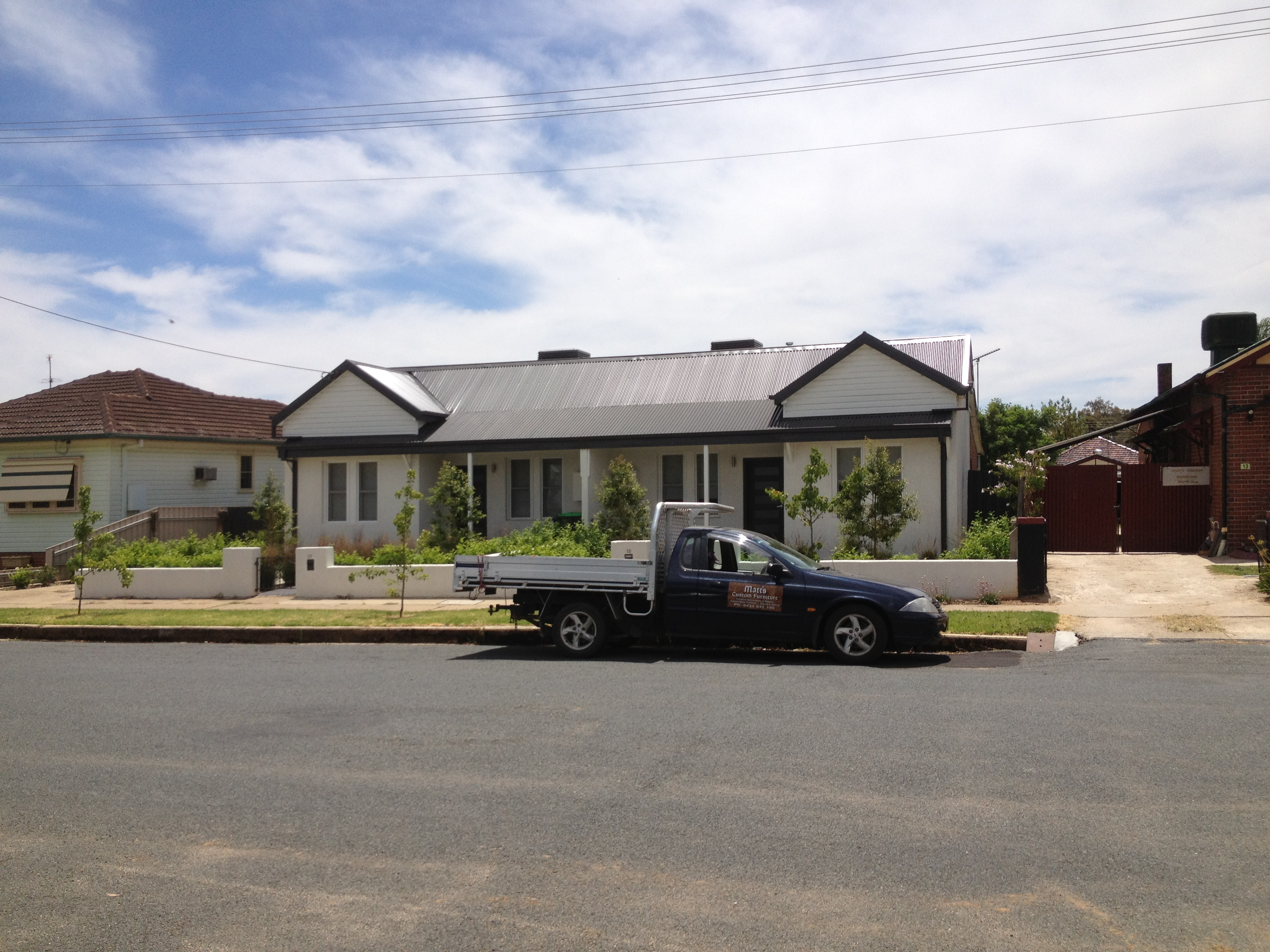
Wagga Wagga
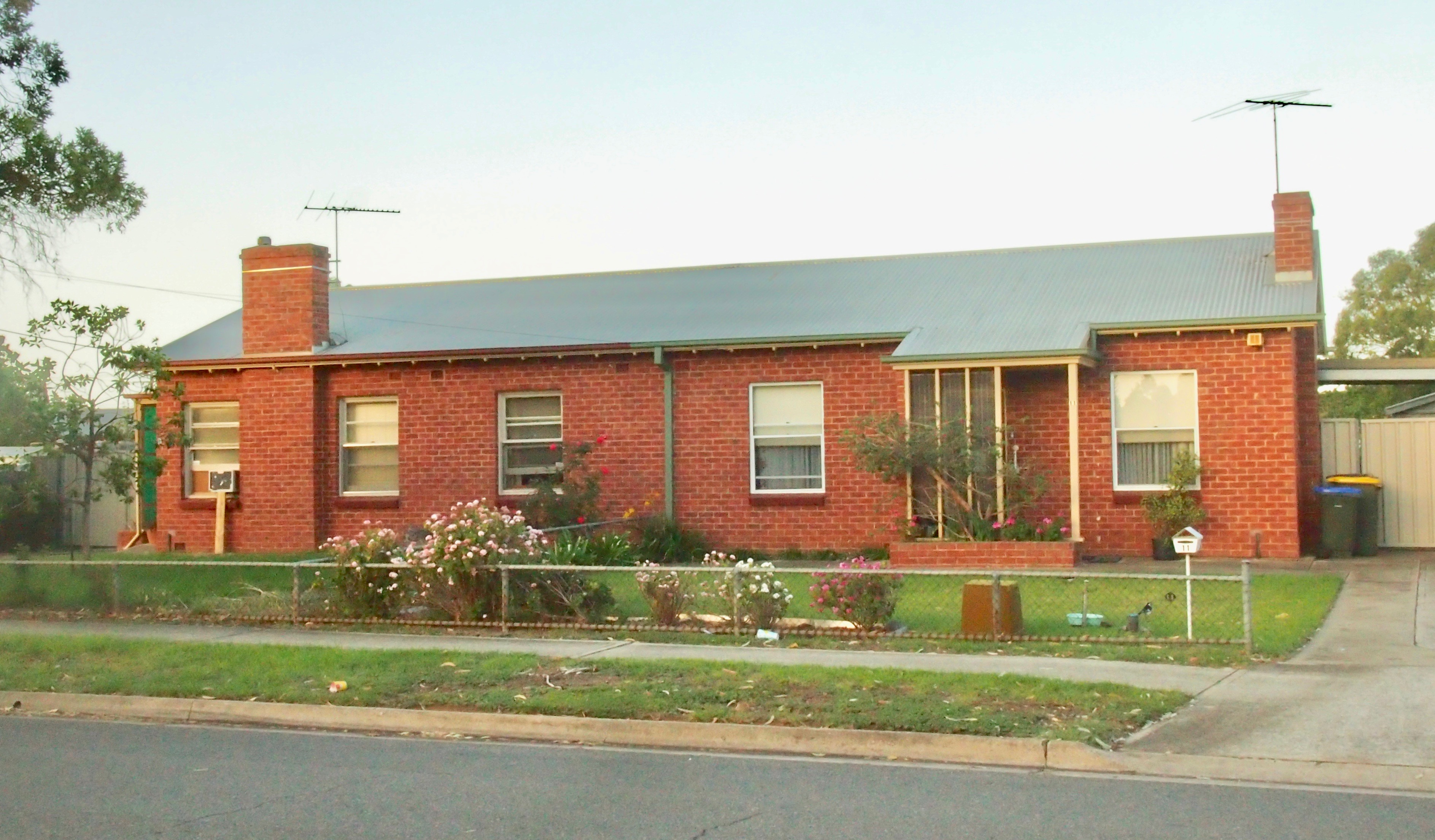
Adélaïde

### États-Unis

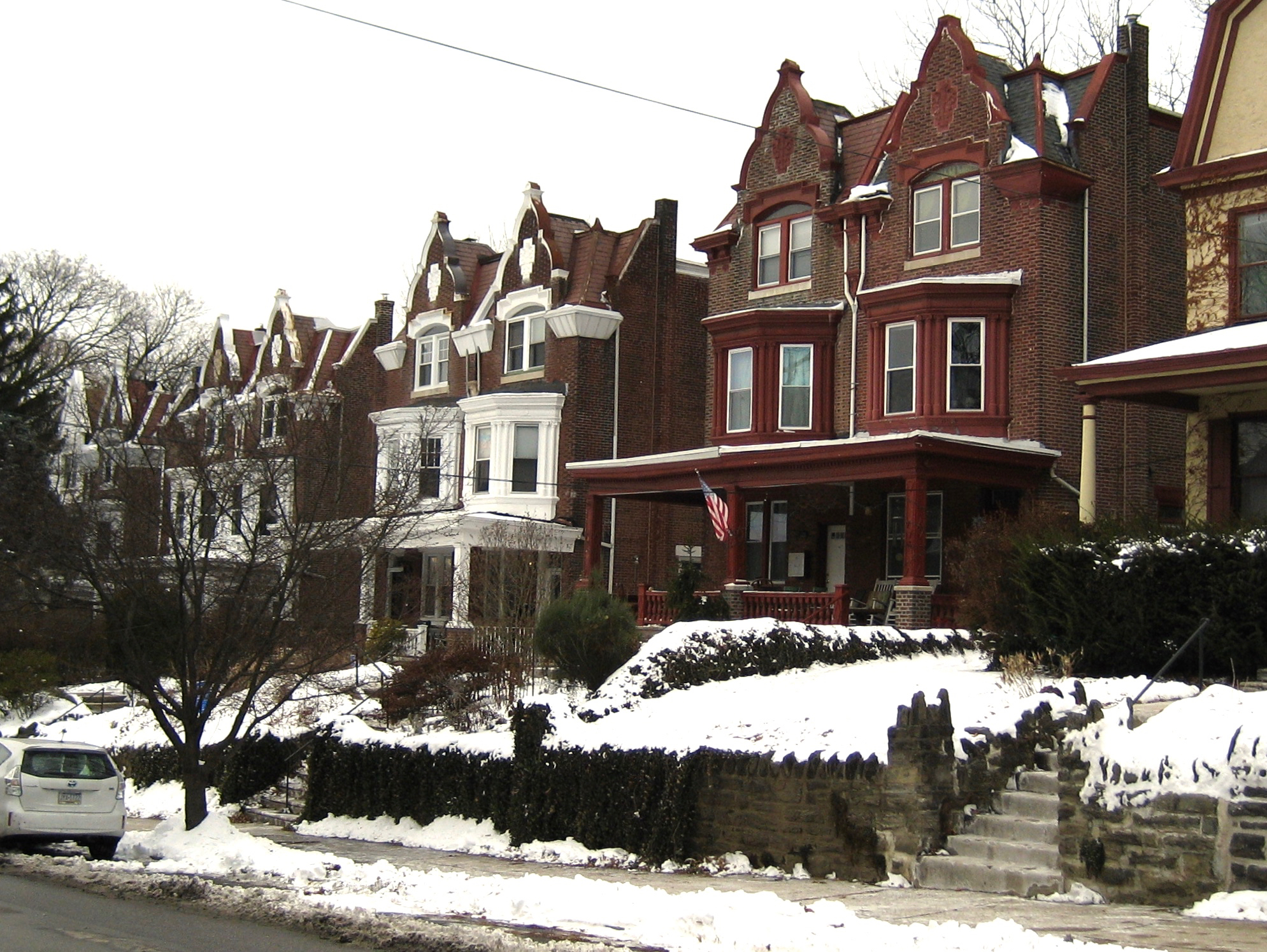
Philadelphie
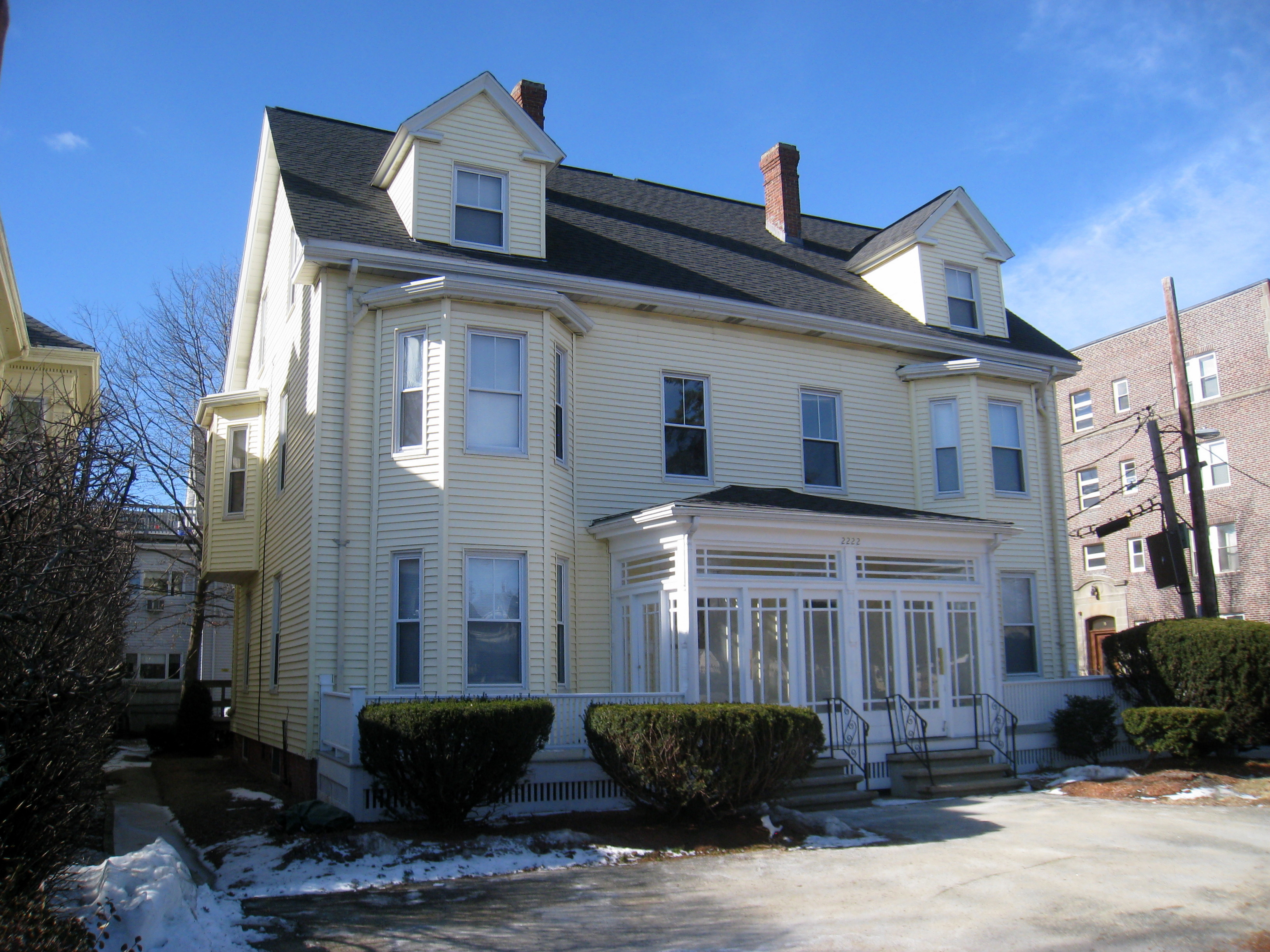
Cambridge
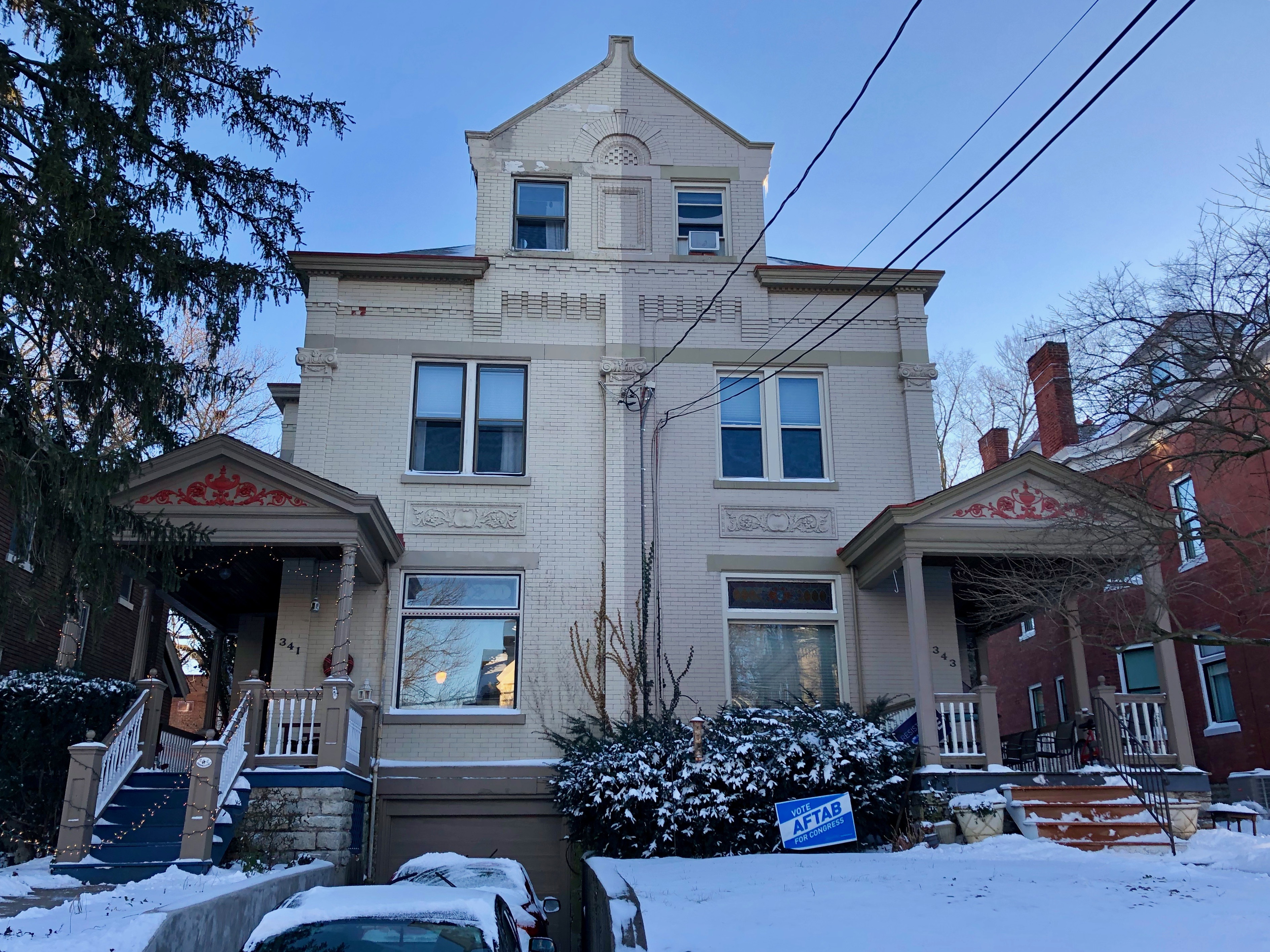
Cincinnati